# Hrodna

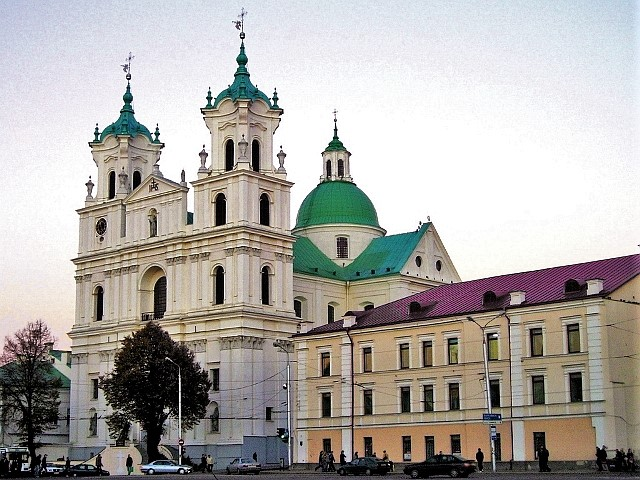
La plaça Batori

Hrodna (també Hóradnia o Haródnia) (en belarús Гродна, Горадня o Гародня; en rus Гродно, Grodno; en polonès Grodno; en lituà Gardinas; en alemany Garten) és una ciutat de Belarús. Està situada prop del riu Nemània, prop de les fronteres amb Polònia i Lituània (a uns 15 km i 30 km, respectivament). La població, segons l'estimació del 2005, era de 317.366 habitants. És la capital de la província de Hrodna i del districte de Hrodna.
El 2009 el cens de la ciutat indicava la presència d'una comunitat polonesa significativa :
- Belarussos – 59,5%; 194 862
- Polonesos – 24,8%; 81 242
- Russos – 13,8% 45 195
- Ucraïnesos – 1,8%; 5 895
- Jueus – 0,1%; 327